# Развод Надера и Симин
«Развод Надера и Симин» (перс. جدایی نادر از سیمین‎) — художественный фильм иранского режиссёра Асгара Фархади, вышедший на экраны в 2011 году. Фильм стал главным триумфатором 61-го Берлинского МКФ. Помимо премии «Золотой медведь» за лучший фильм фестиваля, он стал лауреатом премии «Серебряный медведь» за лучшую мужскую и женскую роли, а также премии «Оскар» за лучший фильм на иностранном языке.

## Сюжет
Надер и Симин прожили в браке 14 лет, у них есть 11-летняя дочь Терме. Симин хочет уехать из страны, однако Надер отказывается, поскольку его отец страдает от болезни Альцгеймера и требует постоянного присмотра. Разногласия в семье приводят к тому, что Симин подаёт на развод. Она надеется уехать из страны вместе с дочерью, которая очень привязана к отцу. А пока идёт дело, Симин перебирается к своей матери. Надер, который остаётся жить вместе с Терме и отцом, вынужден нанять для присмотра за стариком постороннюю женщину по имени Разие. У той свои проблемы: её муж давно сидит без работы, её обязанности няньки при пожилом человеке входят в противоречие с требованиями религии, к тому же она беременна.

## В ролях
- Пейман Маади — Надер
- Лейла Хатами — Симин
- Саре Баят — Разие
- Шахаб Хоссейни — Ходжат
- Сарина Фархади — Терме
- Марила Зареи — госпожа Гараи
- Али-Асгар Шахбази — отец Надера
- Бабак Карими — следователь
- Кимия Хоссейни — Сомайе
- Ширин Язданбакш — мать Симин
- Сахабану Золгадр — Азам

## Производство
Эта концепция возникла из ряда личных переживаний и абстрактных картинок, которые какое-то время были в голове режиссёра Асгара Фархади. Как только он решил сделать фильм, примерно за год до его премьеры, он был быстро написан и профинансирован. Фархади назвал фильм «логическим развитием» своего предыдущего фильма «Об Элли». Как и последние три фильма Фархади, этот фильм был сделан без какой-либо государственной поддержки. Финансирование прошло без проблем во многом благодаря успеху предыдущего фильма. Производство было предоставлено 25 000 долларов США в поддержку кинематографического фонда Академии APSA кинематографической ассоциации.
В сентябре 2010 года Фархади было запрещено снимать фильм Министерством культуры и исламской ориентации Ирана, поскольку во время фестиваля состоялась церемония награждения, в которой он выразил поддержку нескольким иранским деятелям. В частности, он хотел увидеть возвращение на киноэкран Мохсена Махмалбафа, изгнанного режиссёра и оппозиционера, и заключённого в тюрьму режиссёра Джафара Панахи, оба из которых были связаны с партией Зелёное движение. Запрет был снят в начале октября после того, как Фархади заявил, что его неправильно поняли и извинился за свои замечания.

## Критика
- Антон Долин («Газета.ру»): <Кино> «сделано виртуозно, но при этом предельно доходчиво и внятно. Актёры играют в самом деле исключительно»[1].
- Зара Абдуллаева («Искусство кино»): «Асгар Фархади, возродивший интерес к иранскому кино, мода на которое отшумела, казалось, в 90-е, снимает резко иначе, чем его прославленные коллеги-режиссёры. Вместо сугубо национальной, она же социальная, проблематики, или в обход медитативных, они же метафизические, запросов, он работает с универсальной драматургической структурой, внятной в любой точке планеты»[2].

## Награды и номинации
- 2011 — 5 призов Берлинского кинофестиваля: «Золотой медведь» за лучший фильм (Асгар Фархади), «Серебряный медведь» за лучшую мужскую роль (Пейман Маади и Шахаб Хоссейни), «Серебряный медведь» за лучшую женскую роль (Лейла Хатами и Саре Баят), приз экуменического жюри (Асгар Фархади), приз жюри читателей Berliner Morgenpost (Асгар Фархади).
- 2011 — Премия британского независимого кино за лучший зарубежный независимый фильм.
- 2011 — приз Ассоциации кинокритиков Чикаго за лучший фильм на иностранном языке.
- 2011 — приз «Серебряная лягушка» фестиваля операторского искусства Camerimage (Махмуд Калари).
- 2011 — приз TVE Otra Mirada кинофестиваля в Сан-Себастьяне (Асгар Фархади).
- 2011 — приз «Золотой абрикос» за лучший фильм 8-м Ереванском кинофестивале (Асгар Фархади).
- 2011 — приз Сиднейского кинофестиваля за лучший фильм (Асгар Фархади).
- 2011 — приз Мельбурнского кинофестиваля за самый популярный фильм (Асгар Фархади).
- 2011 — приз «Серебряный павлин» Индийского кинофестиваля за лучшую режиссуру (Асгар Фархади).
- 2011 — 7 призов иранского кинофестиваля «Фаджр»: лучший фильм по мнению зрителей (Асгар Фархади), лучший режиссёр (Асгар Фархади), лучший сценарий (Асгар Фархади), лучший актёр второго плана (Шахаб Хоссейни), лучшая актриса второго плана (Саре Баят), лучшая операторская работа (Махмуд Калари), лучшая запись звука (Махмуд Самакбаши).
- 2011 — Премия Национального совета кинокритиков США за лучший фильм на иностранном языке.
- 2012 — Премия «Оскар» за лучший фильм на иностранном языке, а также номинация за лучший оригинальный сценарий (Асгар Фархади).
- 2012 — Премия «Золотой глобус» за лучший фильм на иностранном языке.
- 2012 — Премия «Сезар» за лучший зарубежный фильм (Асгар Фархади).
- 2012 — Премия «Бодиль» за лучший не-американский фильм.
- 2012 — Премия «Давид ди Донателло» за лучший иностранный фильм.
- 2012 — Премия «Золотой жук» за лучший иностранный фильм.
- 2012 — Премия «Независимый дух» за лучший международный фильм (Асгар Фархади).
- 2012 — Премия Лондонского кружка кинокритиков: лучший фильм на иностранном языке, лучший сценарист, лучшая актриса второго плана.
- 2012 — номинация на премию BAFTA за лучший фильм не на английском языке (Асгар Фархади).
- 2012 — 2 премии Asian Film Awards: лучший фильм и лучший режиссёр (Асгар Фархади). Также 3 номинации: лучший сценарист (Асгар Фархади), лучшая актриса (Лейла Хатами), лучший монтаж (Хайеде Сафияри).